# Hamo Chigwell
Hamo Chigwell (eigentlich Hamond Dene) († nach 16. Juni 1332) war ein englischer Kaufmann. Von Oktober 1319 bis Februar 1329 war er der führende Politiker der City of London. Während dieser Zeit diente er mehrmals als Mayor.

## Herkunft und Aufstieg als Kaufmann
Hamo Chigwell wurde als Sohn von Thomas und Cecilia Dene geboren. Er wurde Fischhändler in London, wo der erfolgreiche Fischhändler Richard Chigwell ihm einen Teil seines Besitzes zur lebenslangen Nutzung vererbte. Daraufhin nahm Hamo dessen Namen an. Vermutlich besaß er wie andere Fischhändler in Great Yarmouth Fischerboote sowie Einrichtungen, wo der gefangene Hering eingesalzen wurde. Am 21. September 1314 wurde er zum Sheriff von Great Yarmouth gewählt. Daneben handelte er auch mit Wein sowie mit Getreide, Öl und Gewürzen. Er lebte mit seiner Frau Maud als angesehener Fisch- und Getreidehändler in der Gemeinde St Mary Mounthaw in Queenhithe, wo er von 1315 bis 1329 als Alderman diente.

## Mayor unter Eduard II.
König Eduard II. hatte der City of London 1319 eine neue Charter gewährt. Dennoch versuchte der König in den nächsten Jahren, unterstützt von seinem Günstling Hugh le Despenser, die politische Kontrolle über die englische Hauptstadt zu gewinnen, die als größte und wirtschaftlich bedeutendste Stadt des Reiches auch erheblichen politischen Einfluss hatte. Die Bürger Londons versuchten dagegen, die politischen Schwierigkeiten des Königs auszunutzen, um weitere Privilegien und Rechte für die Stadt zu erhalten. Als angesehener Kaufmann und Alderman wurde Chigwell am 28. Oktober 1319 erstmals zum Mayor of London gewählt. Chigwell erwies sich als geschickter Politiker und Diplomat, dem es lange gelang, sowohl die Unterstützung der Bevölkerung zu behalten wie auch die Gunst des Königs zu gewinnen. Nachdem seine Amtszeit als Mayor nach einem Jahr beendet war, sah sich sein Nachfolger Nicholas de Farndone einem Angriff des Königs auf die Privilegien der City ausgesetzt. Der König sandte Anfang Januar 1321 königliche Richter in die Stadt, die vom 13. Januar bis zum 20. Mai Klagen und Beschwerden der Bürger entgegennahmen, aber auch die Rechtmäßigkeit von Privilegien und Rechten überprüften. Am 23. Februar wurde Farndone als Mayor abgesetzt, stattdessen übernahm ein königlicher Beamter die Leitung der Verwaltung. Chigwell gelang es, sich und andere Fischhändler erfolgreich vom Verdacht der Verschwörung gegen den König zu verteidigen. Daraufhin versuchte der König, den einflussreichen Chigwell in seine Politik einzubeziehen. Nach einer vom König manipulierten Wahl diente er ab dem 26. Mai 1321 erneut als Mayor. Nach der Rebellion der Marcher Lords stellte die City of London im Herbst 1321 fünfhundert Soldaten, um den König bei der Belagerung von Leeds Castle zu unterstützen. Dennoch bezweifelte der König die Treue der Londoner Bevölkerung. Chigwell schrieb dem König mehrere Briefe und versprach ihm für den Feldzug in die Welsh Marches weitere 500 Soldaten zu stellen, doch der König misstraute weiterhin den Londonern. Nach der Niederschlagung der Rebellion der Marcher Lords und des Earl of Lancaster im März 1322 ernannte der König Chigwell zum Mitglied der Kommission, die in Gefangenschaft geratene Rebellen verurteilen sollte. Im Juli 1322 gehörte Chigwell so dem Gericht an, das die Barone Roger Mortimer of Wigmore und Roger Mortimer of Chirk zum Tod verurteilte. Dieser wurde dann zu lebenslanger Haft im Tower begnadigt, aus der er im August 1323, vermutlich mit Unterstützung von zwei Gegnern Chigwells, entkommen konnte. Am 4. April 1323 war Chigwell vom König als Mayor abgesetzt worden. Anschließend musste er sich zusammen mit drei weiteren Londoner Kaufleuten am Königshof aufhalten, wo er quasi Gefangener war, ehe er am 6. Dezember 1323 wieder als Mayor eingesetzt wurde. 
Durch seine Persönlichkeit und durch sein diplomatisches Geschick, aber auch mit unlauteren Mitteln konnte Chigwell, unterstützt von einer Gruppe führender Kaufleute, lange Zeit die widersprüchlichen Interessen der Bürger und des Königs befriedigen. Dabei hatte er zunächst auch die Unterstützung großer Teile der Bevölkerung der City of London. Die Bürger waren sich einig, dass die Privilegien der City wiederhergestellt werden müssen und dass sie besonders wieder das Recht erhalten müssen, das Bürgerrecht zu verleihen. Die reichen Kaufleute hatten aber eigene, vor allem wirtschaftliche Interessen. 1322 erklärte der König die seit 1311 ausgesetzte Carta mercatoria wieder für gültig, so dass ausländische Kaufleute wieder unter dem Schutz des Königs standen. Damit erhielten Londoner Kaufleute, die in den vergangenen Jahren verstärkt direkten Überseehandel betrieben hatten, wieder Konkurrenz. Die italienische Familie Bardi, bei der der König erheblich verschuldet war, erhielt Steuerprivilegien und versuchte dazu, das Monopol über den Wollexport zu erhalten. Danach sollte englische Wolle nur von den Bardis in die Niederlande exportiert werden dürfen, während zahlreiche Londoner Kaufleute wünschten, selbst Wolle exportieren zu dürfen. Dazu gab aber innerhalb der Bürgerschaft noch weitere Interessen. Chigwell hatte deshalb zahlreiche Gegner, die ihm teils Betrug an den Bürgern vorwarfen. Er behielt aber die Gunst von Eduard II., obwohl der Stadtrat unter seiner Führung die Forderungen des Königs nach mehr Geld und Soldaten ablehnte. Auch seine Versuche, vom König für die City wieder das Recht zur freien Wahl des Mayors zu erhalten, blieben erfolglos.

## Rolle beim Sturz von Eduard II., Tätigkeit unter Eduard III. und Tod
Aufgrund ihrer Politik gegenüber der City of London wurde die Regierung von Eduard II. und von dessen Günstling Despenser in der Stadt zunehmend unbeliebter. Zwar versuchte Despenser im Mai 1326, den Wollhändlern entgegenzukommen, doch als im September 1326 Roger Mortimer, unterstützt von der Königin Isabelle, mit einem Heer in England landete, erhielt er rasch Unterstützung. Im Oktober kam es in London zu gewalttätigen Unruhen, weshalb der König und Despenser aus der Stadt flüchteten. Ein Mob zerrte Chigwell in die Guildhall, wo er nur durch seinen Schwur, Isabelle zu unterstützen, sein Leben rettete. In Todesangst hatte er dazu den Treasurer Walter Stapeldon und andere für die Politik des Königs verantwortlich gemacht. Der Mob tötete darauf wenig später Stapeldon. Unter dem Druck der Massen unterstützte der Stadtrat nun die Invasoren und den minderjährigen Thronfolger Eduard, der anstelle seines geflüchteten Vaters zum Reichsverweser ausgerufen worden war. Die neuen Machthaber bestätigten rasch die alten Privilegien der City of London und gewährten ihr wieder das Recht, in freier Wahl einen Mayor zu wählen. Chigwell war am 15. November 1326 auf Anordnung der Königin als Mayor abgelöst worden, doch er behielt so viel Einfluss, dass er am 28. Oktober 1327 in freier Wahl erneut zum Mayor gewählt wurde. Chigwell galt als Unterstützer von Henry of Lancaster, dem wichtigsten innenpolitischen Gegner der von Roger Mortimer und Königin Isabelle beherrschten Regierung. Unter Chigwells Führung unterstützte die City of London nun die Politik Lancasters. Im Oktober 1328 wollte er sich erneut als Mayor zur Wahl stellen, wogegen es so viel Widerstand gab, dass an seiner Stelle mit John de Grantham ein als neutral geltender Kompromisskandidat gewählt wurde. Chigwell unterstützte nun offen Henry of Lancaster. Als Mortimer dafür eine Erklärung verlangte, schickte Chigwell ihm einen Brief, der die Beschwerden von Lancaster gegen Mortimer aufführte. Als im Dezember 1328 eine bewaffnete Konfrontation zwischen Lancaster und Mortimer unausweichlich wurde, versprach die City of London Lancaster, ihn mit einem 600 Mann starken Aufgebot zu unterstützen. Chigwell war dazu an in einen Konflikt zwischen der City und der Abtei von Bury St Edmunds verwickelt. Londoner Bürger nahmen den Abt gefangen und plünderten Besitzungen der Abtei. Nach dem Scheitern der Revolte Lancasters ging eine von Mortimer eingesetzte Gerichtskommission gegen die Unterstützer Lancasters in der City of London vor. Chigwell wurde als Verräter angeklagt, am 13. Februar 1329 schuldig gesprochen und in den Tower of London gebracht. Nur die Fürsprache der Geistlichkeit bewahrte ihn vor der Hinrichtung. Die nächsten Monate verbrachte er im Gewahrsam von Bischof Stephen Gravesend von London. Im Juli 1329 versprach Königin Isabelle die Begnadigung Chigwells, falls die City of London gegenüber der Regierung ihre Loyalität bekundete, doch erst Ende Januar 1330 konnte Chigwell nach London zurückkehren. Die Aldermen, die die Politik Mortimers weiter ablehnten, hießen ihn öffentlich willkommen und geleiteten ihn zurück zu seinem Wohnhaus. Politisch trat er aber nicht mehr in Erscheinung. In seinem am 16. Juni 1332 datierten und am 22. Februar 1333 eröffneten Testament machte er eine Schenkung zugunsten der St Paul’s Cathedral, in der nach seinem Tod beigesetzt worden war. Seine Frau überlebte ihn, doch offenbar hatte er keine Kinder.